# Samodães
Samodães es una freguesia portuguesa del concelho de Lamego, con 3,07 km² de superficie y 280 habitantes (2001). Su densidad de población es de 91,2 hab/km².